# Virtual Boy
Il Virtual Boy (バーチャルボーイ?, Bācharu Bōi), chiamato VR-32 durante lo sviluppo, è una console stereoscopica sviluppata e prodotta da Nintendo, presentata il 21 luglio 1995 in Giappone e il 14 agosto 1995 negli USA.
Il sistema, per diversi motivi, ha avuto uno scarso successo di pubblico e di critica, tanto che la produzione è terminata l'anno seguente alla commercializzazione. Dato l'insuccesso dopo appena un anno dalla sua commercializzazione, non fu mai creata una versione destinata ai paesi europei.

## Funzionamento
La console si basa sulla stereoscopia e utilizza degli occhiali contenenti un complesso sistema di specchi oscillanti, lenti e LED per proiettare negli occhi del giocatore le immagini tridimensionali monocromatiche dei videogiochi.
Tale sistema consiste in una singola linea di 224 LED che fa "scorrere" orizzontalmente i fotogrammi, sincronizzata con le oscillazioni dello specchio per proiettare agli occhi immagini complete e stereoscopiche.
Per evitare problemi di costi vennero utilizzati soltanto LED rossi, pertanto l'immagine è monocromatica, in rosso su sfondo nero.
Il microprocessore è il NEC V810 a 32 bit, allora usato anche dalla console PC-FX, in grado di fornire buone capacità nella grafica bidimensionale, ma limitate capacità di riprodurre i nuovi tipi di giochi tridimensionali allora emergenti nelle sale giochi e sulle console.
Il visore del Virtual Boy è un tutt'uno con la console, ma il dispositivo è troppo grosso e fragile per poterlo ritenere una console portatile. Può comunque essere alimentato anche a batterie.

## Storia
La console venne progettata dalla divisione Nintendo R&D1 sotto la supervisione di Gunpei Yokoi, l'inventore dei Game & Watch e del Nintendo Game Boy, sebbene con questo non intendesse rimpiazzare la linea dei Game Boy. Nintendo intendeva utilizzare la console per avvantaggiarsi della popolarità del film Il tagliaerbe e intendeva anche verificare la reattività del mercato in presenza di un prodotto così innovativo.
Nei primi anni '90 era opinione diffusa tra i produttori di console che il futuro dei videogiochi fosse nella realtà virtuale. Ci furono infatti anche progetti di visori per Sega Mega Drive e Atari Jaguar, ma non superarono lo stadio di prototipi, mentre la Nintendo riuscì a entrare in produzione.
Yokoi era contrario alla commercializzazione della console così come è conosciuta oggi, ritenendola ancora inadatta al grande pubblico. Tuttavia, Nintendo riteneva che il tempo di sviluppo si era protratto abbastanza, e, volendo puntare tutte le attenzioni dello staff sul Nintendo 64, decise di mettere in vendita il Virtual Boy. Molti sospettano che per questo motivo Yokoi decise di andarsene da Nintendo, rimanendo tuttavia in stretti rapporti con essa nonostante il lavoro alla Bandai, dove creò il WonderSwan.
Il lancio commerciale del Virtual Boy avvenne il 21 luglio 1995 in Giappone e il 14 agosto in Nord America, al prezzo iniziale di 180 dollari. Era più costoso delle classiche console a 16 bit che erano ancora in voga, ma meno costoso di quelle di nuova generazione, il nuovo Saturn e l'imminente PlayStation; si poneva quindi in una fascia propria sul mercato.
La console vendette pochissimo, rimase in produzione per poco tempo e vendette meno di un milione di unità in tutto il mondo. Furono vendute 770.000 unità entro marzo 1996, contro un obiettivo previsto di tre milioni. Il risultato, pessimo di per sé, assume proporzioni ancora maggiori se viene paragonato ai grandi successi ottenuti da Nintendo con NES, SNES e Game Boy (rispettivamente: 61,91; 49,10; 118,69 milioni di unità). 
Negli Stati Uniti ci fu anche un accordo per noleggiare il Virtual Boy attraverso la catena Blockbuster, che totalizzò oltre 750.000 noleggi, ma fu controproducente per la vendita della console.
La fine prematura del Virtual Boy venne segnata dalla stessa Nintendo, che visti i risultati abbandonò il progetto e annullò l'uscita di circa 30 videogiochi e di diverse periferiche già annunciate dalla casa madre, tra cui il cavo System Link, che avrebbe permesso il gioco in multigiocatore attraverso l'uso di due Virtual Boy connessi tra di loro.
L'insuccesso del Virtual Boy influenzò negativamente la stessa idea generale di avvicinare la tecnologia della realtà virtuale e il mondo dei videogiochi; in seguito non ci fu quasi nessun progetto simile di altre aziende fino a molti anni dopo, con Oculus Rift.

### Motivi dell'insuccesso

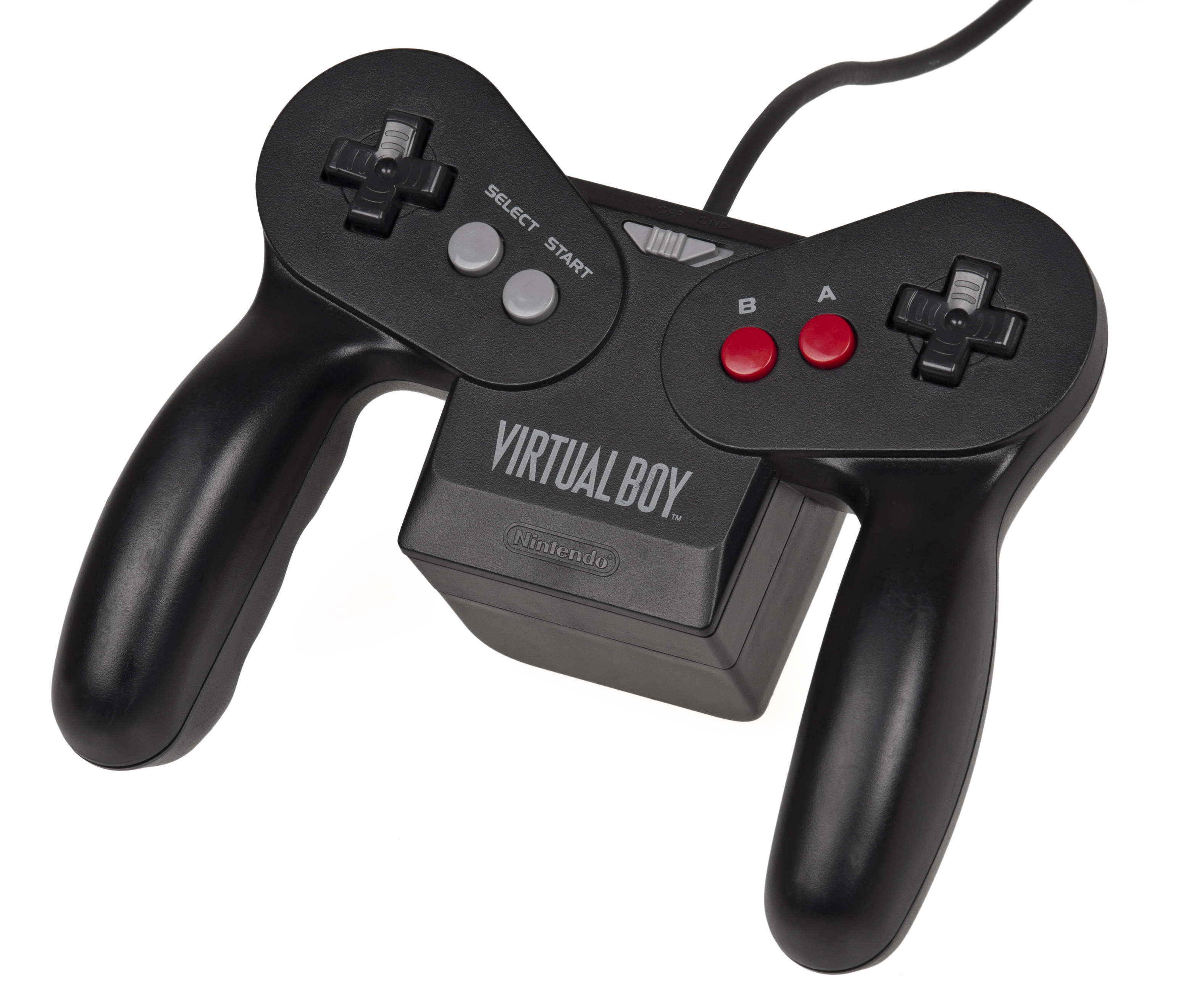
Il controller del Virtual Boy

- La console è monocromatica, una limitazione non indifferente per gli utilizzatori dell'epoca abituati ai colori, alle animazioni e alla fluidità delle console domestiche a 16 bit[9].
- Altro importante fattore determinante fu che i giochi lanciati non sfruttavano in pieno le capacità tridimensionali della console e soprattutto non cercavano l'intento originario di creare una realtà virtuale nel gameplay[senza fonte], cosa che i giocatori cercavano e per cui la console era stata progettata e pubblicizzata. I giochi erano anche di qualità limitata, con alcune eccezioni come Virtual Boy Wario Land e Galactic Pinball[1].
- La libreria di giochi era anche scarsa per quantità. Vennero infatti pubblicati appena 19 titoli in Giappone e 14 in USA, per un totale di 22 giochi distinti; alcuni di questi erano giochi ispirati ad altri già esistenti (3D Tetris, Galactic Pinball e Golf) o addirittura conversioni di giochi per NES o SNES. I giochi migliori in effetti erano disponibili anche per tradizionali sistemi 2D[1]. I titoli innovativi come Mario Tennis o Mario Clash che dovevano fungere da killer application non ebbero mai il successo sperato[10].
- Ci fu una massiccia campagna pubblicitaria sulla NBC, ma in generale la Nintendo ebbe grosse difficoltà nel marketing del Virtual Boy, anche perché la pubblicità sulla stampa e in TV non poteva presentare adeguatamente l'esperienza della sua grafica 3D[1].
- La campagna pubblicitaria si rese colpevole di un altro clamoroso errore, infatti il prodotto venne presentato e reclamizzato come console portatile, in effetti le sue dimensioni erano inferiori a quelle di una console normale e non necessitava di un monitor, ma le sue dimensioni e il suo peso erano comunque considerevoli se paragonate a quelle del Game Boy o delle rivali SEGA e Atari (Game Gear e Lynx) e non consentivano affatto un trasporto agevole.[5]
- Il sistema risultava fisicamente scomodo e poteva causare dolore agli occhi, mal di testa e generiche sensazioni di malessere[1]. Sulla confezione era indicato che l'uso prolungato poteva causare senso di fastidio e di nausea, convulsioni e perfino disturbi visivi. La maggior parte di questi pericoli erano abbastanza improbabili e vincolati a un uso eccessivo dell'apparecchio, tuttavia il fastidio realmente percepito dai giocatori dopo circa un'ora di gioco poteva essere preoccupante, scoraggiando eventuali compratori della console, in particolare i genitori preoccupati per la salute dei loro bambini.

## Videogiochi
Lista completa dei 22 videogiochi per Virtual Boy. In Giappone ne vennero pubblicati 19 (di cui otto esclusivi), mentre negli Stati Uniti 14 (di cui tre esclusivi).
| Titolo                            | Sviluppatore                       | Produttore                   | Data uscita                       |
| --------------------------------- | ---------------------------------- | ---------------------------- | --------------------------------- |
| Galactic Pinball                  | Intelligent Systems                | Nintendo                     | 21 luglio 1995 14 agosto 1995     |
| Mario's Tennis                    | Nintendo R&D1                      | Nintendo                     | 21 luglio 1995 14 agosto 1995     |
| Panic Bomber                      | Eighting, Hudson Soft              | Hudson Soft Nintendo         | 21 luglio 1995 1º dicembre 1995   |
| Red Alarm                         | T&E Soft                           | T&E Soft Nintendo            | 21 luglio 1995 14 agosto 1995     |
| Teleroboxer                       | Nintendo R&D1                      | Nintendo                     | 21 luglio 1995 14 agosto 1995     |
| Golf                              | T&E Soft                           | T&E Soft Nintendo            | 11 agosto 1995 1º novembre 1995   |
| Virtual League Baseball           | Kemco                              | Kemco                        | 11 agosto 1995 11 settembre 1995  |
| Vertical Force                    | Hudson Soft                        | Hudson Soft Nintendo         | 12 agosto 1995 1º dicembre 1995   |
| V-Tetris                          | Bullet-Proof Software              | Bullet-Proof Software        | 25 agosto 1995                    |
| Mario Clash                       | Nintendo R&D1                      | Nintendo                     | 28 settembre 1995 1º ottobre 1995 |
| Space Squash                      | Tomcat System                      | Coconuts Japan Entertainment | 28 settembre 1995                 |
| Jack Bros.                        | Atlus                              | Atlus                        | 29 settembre 1995 20 ottobre 1995 |
| Virtual Fishing                   | Locomotive Corporation             | Pack-In-Video                | 6 ottobre 1995                    |
| Innsmouth no Yakata               | Be Top                             | I'Max                        | 13 ottobre 1995                   |
| Virtual Boy Wario Land            | Nintendo R&D1                      | Nintendo                     | 27 novembre 1995 1º dicembre 1995 |
| Space Invaders Virtual Collection | Taito                              | Taito                        | 1º dicembre 1995                  |
| Virtual Lab                       | Nacoty                             | J-Wing                       | 8 dicembre 1995                   |
| Waterworld                        | Ocean Software                     | Ocean of America             | 21 dicembre 1995                  |
| SD Gundam Dimension War           | Locomotive Corporation             | Bandai                       | 22 dicembre 1995                  |
| Virtual Bowling                   | Athena                             | Athena, Nihon Bussan         | 22 dicembre 1995                  |
| Nester's Funky Bowling            | Nintendo R&D3, Saffire Corporation | Nintendo                     | 26 febbraio 1996                  |
| 3D Tetris                         | T&E Soft                           | Nintendo                     | 22 marzo 1996                     |